# ケン・シャムロック

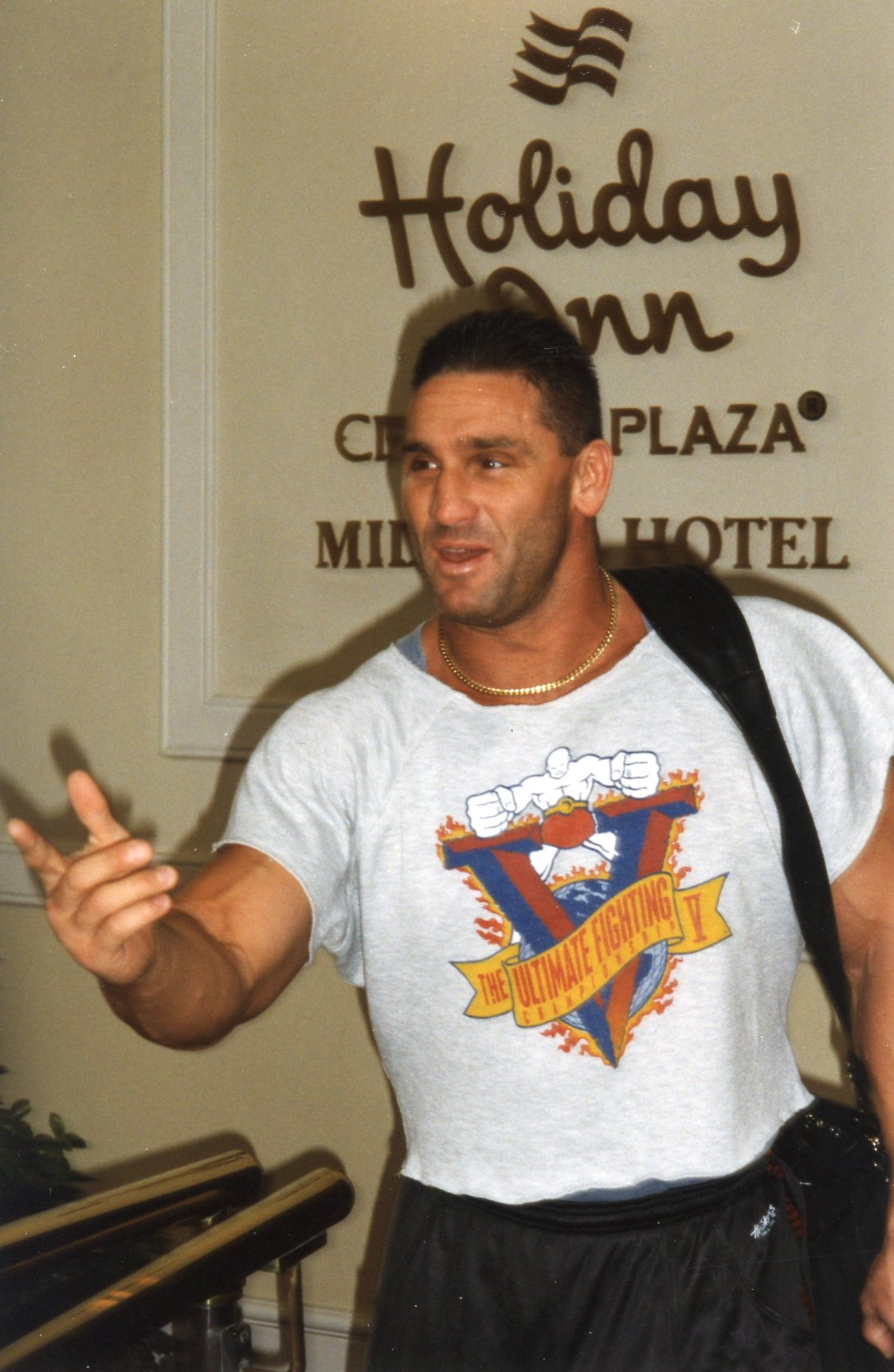
若き日のシャムロック。

ケン・シャムロック (Ken Shamrock)、本名:ケネス・ウェイン・シャムロック（Kenneth Wayne Shamrock、旧姓:キルパトリック/Kilpatrick、1964年2月11日 - ）は、アメリカ合衆国の男性総合格闘家、プロレスラー。ジョージア州ワーナーロビンズ出身。ライオンズ・デン主宰。元UFCスーパーファイト王者。元無差別級キング・オブ・パンクラシスト。UFC殿堂入り。
総合格闘家フランク・シャムロックを弟に持つが（戸籍上）、両名とも養子であり、血の繋がりはない。なお、格闘家ロビー・キルパトリックは実兄である。

## 来歴
父親がアメリカ空軍の兵士であったため、シャムロックはジョージア州ワーナーロビンスのロビンズ空軍基地で生まれ、4歳までそこで過ごした。ジョージア州アトランタの黒人が大多数を占める地域で育つが、いざこざから自分を守るためによく喧嘩をした。5歳の時に父親が蒸発。母親が陸軍飛行士と再婚し、カリフォルニア州ナパへ引っ越すが、家庭が貧しく南部訛りで話すシャムロック兄弟はトラブルが絶えず、喧嘩を繰り返した。13歳の時、継父に家から追い出され兄弟とも離れ離れになる。廃車暮らしを経て7つのグループホームをたらい回しにされ、少年鑑別所も経験した。しかし、14歳の時にボブ・シャムロックのグループホームに入ったことで落ち着き人生が好転。ボブ・シャムロックの養子となり名字をキルパトリックからシャムロックに変えた。
シャムロックは幼い頃から野球とアメリカンフットボールを始め、リトルリーグやポップ・ワーナーリーグでプレイするなど優れた才能を発揮した。10歳からレスリングを始め、高校時代はアメリカンフットボールとレスリングで活躍するが、レスリングのトレーニング中に首を骨折して手術を受ける。医者からスポーツは出来ないだろうと告げられるも、コミュニティ・カレッジでアメリカンフットボールのキャプテンとして活躍し、ロサンゼルス・チャージャーズからトライアウトの招待を受けた。しかし、シャムロックはプロレスを選択しこの誘いを断ると、ネルソン・ロイヤルが主宰していたレスリングスクールに入った。

### プロレス
1989年、プロレスデビュー。9月、全日本プロレスに初来日するも、新人でキャリアが浅かったことと、全日本のファイトスタイルに適合しなかったため、評価は芳しくなく、週刊プロレスでかつて掲載されていた外人レスラーの通信簿では10点満点の1点という最低の評価で、「ダメ外人レスラー」扱いされていた。
1990年6月、ディーン・マレンコに触発されフロリダ州で行なわれたUWFのトライアウトに参加し、トライアウトでは参加者同士の本気のスパーリングが行なわれ合格した。
1990年10月、第2次UWFに参戦してからは、自身のファイトスタイルに適合したのか、見違えるようなファイトを見せるようになり、UWF崩壊後、藤原組を経てパンクラスに参戦した。

### 総合格闘技
1992年10月4日、藤原組の東京ドーム大会でドン・中矢・ニールセンと異種格闘技戦を行い、変形V1アームロックで一本勝ちを収めた。
1993年9月21日、パンクラス旗揚げ戦のメインイベントで師匠である船木誠勝と対戦し、肩固めで勝利。以降初期のパンクラスで外国人エースとして活躍した。
UFC初出場、ホイス第1戦
1993年11月12日、UFCの第1回大会UFC 1のトーナメントに出場。1回戦はパトリック・スミスにヒールホールドで勝利するも、続く準決勝でホイス・グレイシーと対戦し、ヒールホールドを狙ったところをバックを取られチョークスリーパーで一本負け。船木誠勝が帯同し試合のセコンドにも就いた。
1994年1月19日、パンクラスで鈴木みのると対戦し、膝十字固めで一本負け。
1994年5月31日、初めてのキックボクシングルールの試合でキック戦績110勝6敗KO率90％のフランク・ロブマンと対戦し、ローキックでKO負けを喫した。
1994年9月1日、パンクラスで船木誠勝と再戦し、チョークスリーパーで一本負け。リベンジを許した。
1994年9月9日、UFC 3のトーナメントで1回戦のクリストフ・レニンガー、準決勝のフェリックス・ミッチェルに勝利し決勝に進出を決めるが、ホイス・グレイシーがキモ戦のダメージで決勝を棄権すると、シャムロックも自身が膝を負傷したこともあり決勝出場を辞退した。
1994年12月16日・17日、初代キング・オブ・パンクラス決定トーナメントのKING OF PANCRASE TOURNAMENTに出場。1回戦でアレックス・クック、2回戦でモーリス・スミス、準決勝で船木誠勝、決勝で山田学に勝利し、トーナメント優勝を果たすと同時に王座を獲得した。
1995年3月10日、キング・オブ・パンクラス タイトルマッチで挑戦者バス・ルッテンと対戦し、膝十字固めで勝利を収め、王座の初防衛に成功した。
ホイス第2戦
1995年4月7日、UFC 5のスーパーファイト王座決定戦でホイス・グレイシーと再戦し、時間切れで引き分け王座獲得に失敗した。なお、UFCマッチメイカーのアート・デイビーはもし判定があればシャムロックが勝っていたと述べている。
1995年5月13日、キング・オブ・パンクラス タイトルマッチで挑戦者の鈴木みのると対戦し、膝十字固めで一本負け、2度目の王座防衛に失敗した。

#### UFCスーパーファイト王座獲得
1995年7月14日、UFC 6で行なわれたUFCスーパーファイト王座（後のUFC世界ヘビー級王座）決定戦でUFC 5トーナメント優勝者のダン・スバーンと対戦し、フロントーチョークで一本勝ちを収め、王座獲得に成功した。
1995年9月8日、UFC 7で行なわれたUFCスーパーファイト王座の防衛戦で挑戦者オレッグ・タクタロフと対戦し、時間切れで引き分け王座の初防衛に成功した。
1996年2月16日、UFC 8で行なわれたUFCスーパーファイト王座の防衛戦で挑戦者キモと対戦し、1Rに膝十字固めによる一本勝ちを収め、2度目の王座防衛に成功した。
1996年5月17日、UFC 9で行なわれたUFCスーパーファイト王座の防衛戦で挑戦者ダン・スバーンと再戦し、判定負け。3度目の王座の防衛に失敗した。
1996年12月7日、Ultimate Ultimate 1996のトーナメント1回戦でブライアン・ジョンストンに勝利するも、手の負傷のため準決勝を棄権した。
WWF
米国上院議員ジョン・マケインの働きかけでケーブルテレビ会社がUFCのペイ・パー・ビュー放送から撤退したことにより収入の落ちたUFCを離れプロレスのWWFへの参戦を決めた。
1997年2月24日、WWF（現：WWE）に「The World's Most Dangerous Man」（世界で最も危険な男）のニックネームでデビュー。12月7日、ショーン・マイケルズの持つWWF世界ヘビー級王座に挑戦するも、ハンター・ハースト・ヘルムスリーの乱入で反則勝ちとなり、規定により王座獲得ならず。
1998年10月12日、8人トーナメントを制し、空位となっていたWWFインターコンチネンタル王座を獲得（1回戦でスティーブ・ブラックマン、準決勝でバル・ビーナス、決勝でXパックを破り戴冠）。12月14日、ビッグ・ボスマンとのコンビでニュー・エイジ・アウトローズからWWF世界タッグ王座を奪取。
1999年にWWFを離れた。
PRIDE
2000年5月21日、PRIDE初出場となったPRIDE GRANDPRIX 2000 決勝戦でアレクサンダー大塚と対戦し、パウンドでTKO勝ち。
2000年8月27日、PRIDE.10で藤田和之と対戦し、TKO負け。
2002年2月24日、PRIDE.19でドン・フライと対戦し、判定負け。フライとはUFC時代の禍根で犬猿の仲として有名だったが、試合後は健闘を称えあって握手した。
2002年6月19日、TNAの旗揚げ戦に参加。メインイベントで行われたNWA世界ヘビー級王座をかけたバトルロイヤル戦を制して新王者となった。
オーティズ第1戦
2002年11月22日、UFC 40のUFC世界ライトヘビー級タイトルマッチで王者ティト・オーティズに挑戦。3R終了時にセコンドからタオルが投入されTKO負けを喫し王座獲得に失敗した。
2003年11月21日、UFC 45でホイス・グレイシーとともにUFC殿堂入りの式典が行われた。同時にUFC公式サイトで投票されたUFC歴代人気ファイターベスト10が発表され、ランディ・クートゥアに次ぐ2位となった。
2005年10月23日、PRIDE.30で桜庭和志と対戦し、左ストレートでTKO負け。
2006年4月から6月にかけて放送されたリアリティ番組「The Ultimate Fighter 3」でティト・オーティズと共にそれぞれのチームのヘッドコーチを務めた。
オーティズ第2戦、第3戦
2006年7月8日、UFC 61でティト・オーティズと約4年ぶりに再戦し、グラウンドの肘打ちでレフェリーストップによるTKO負けを喫するもシャムロックはストップが早すぎると抗議した。このため決着戦として10月10日のOrtiz vs. Shamrock 3で3度目の対戦が組まれるもグランドのパウンドで敗れた。
2007年6月、UFCからリリースされるとシャムロックは契約違反でUFCを訴えるが、最終的に裁判所から敗訴の判決を下され、UFC側の弁護士費用を負担するよう命じられた。
2008年3月8日、Cage Rage初出場となったCage Rage 25でロバート・ベリーと対戦し、スタンドパンチ連打でKO負けを喫した。10月4日、EliteXCでキンボ・スライスと対戦予定であったが、試合前のウォーミングアップでトレーニング・パートナーの頭が当たり目尻を6針縫う負傷をしたためドクターストップとなった。
2009年2月13日、ロス・クリフトンに一本勝ちを収めるも、後に禁止薬物の陽性反応が出たため1年間の出場停止処分を受け、3月21日に予定されていたボビー・ラシュリーとの試合は中止となった。
2010年1月14日、養父のボブ・シャムロックが糖尿病による合併症のため死去した。
2016年2月19日、Bellator 149でホイス・グレイシーと対戦し、TKO負けを喫した。さらにこの試合で禁止薬物の陽性反応が出たことがテキサス州のアスレチックコミッションより3月11日に発表された。

## 人物
- 息子のライアン・シャムロックも2007年8月25日に18歳で総合格闘家デビューを果たした。
- 養子縁組上の弟であるフランク・シャムロックとは一時期仲違いをしていたが後に和解している。
- ニックネームの「世界で最も危険な男」は、ABCニュースが放送した「世界で最も危険なもの」という特別番組の中でシャムロックが「世界で最も危険な男」として紹介されたのが定着したものである。

## 戦績

### 総合格闘技
| 総合格闘技 戦績 | 総合格闘技 戦績 | 総合格闘技 戦績 | 総合格闘技 戦績 | 総合格闘技 戦績 | 総合格闘技 戦績 | 総合格闘技 戦績 |
| --------------- | --------------- | --------------- | --------------- | --------------- | --------------- | --------------- |
| 47 試合         | (T)KO           | 一本            | 判定            | その他          | 引き分け        | 無効試合        |
| 28 勝           | 2               | 23              | 3               | 0               | 2               | 0               |
| 17 敗           | 11              | 4               | 2               | 0               | 2               | 0               |

| 勝敗 | 対戦相手                         | 試合結果                             | 大会名                                                                          | 開催年月日     |
| ×    | ホイス・グレイシー               | 1R 2:22 TKO（パウンド）              | Bellator 149: Shamrock vs. Gracie                                               | 2016年2月19日  |
| ×    | キンボ・スライス                 | 1R 2:22 TKO（スタンドパンチ連打）    | Bellator 138: Kimbo vs. Shamrock                                                | 2015年6月19日  |
| ×    | マイク・ボーク                   | 1R 2:00 TKO（太ももの負傷）          | KOTC: Platinum                                                                  | 2010年11月25日 |
| ○    | ジョナサン・アイビー             | 5分3R終了 判定3-0                    | USA MMA: Return of the Champions                                                | 2010年10月16日 |
| ×    | ペドロ・ヒーゾ                   | 1R 3:33 TKO（右ローキック→パウンド） | Impact FC 2: The Uprising Sydney                                                | 2010年7月18日  |
| ○    | ロス・クリフトン                 | 1R 1:00 腕ひしぎ十字固め             | WarGods/Ken Shamrock Productions: The Valentine's Eve Massacre                  | 2009年2月13日  |
| ×    | ロバート・ベリー                 | 1R 3:26 KO（スタンドパンチ連打）     | Cage Rage 25: Bring it On                                                       | 2008年3月8日   |
| ×    | ティト・オーティズ               | 1R 2:23 TKO（グラウンドの肘打ち）    | Ortiz vs. Shamrock 3: The Final Chapter                                         | 2006年10月10日 |
| ×    | ティト・オーティズ               | 1R 1:18 TKO（グラウンドの肘打ち）    | UFC 61: Bitter Rivals                                                           | 2006年7月8日   |
| ×    | 桜庭和志                         | 1R 2:27 TKO（右ストレート）          | PRIDE.30 STARTING OVER                                                          | 2005年10月23日 |
| ×    | リッチ・フランクリン             | 1R 2:42 TKO（パウンド）              | The Ultimate Fighter 1 Finale                                                   | 2005年4月9日   |
| ○    | キモ                             | 1R 1:26 KO（右膝蹴り）               | UFC 48: Payback                                                                 | 2004年6月19日  |
| ×    | ティト・オーティズ               | 3R終了時 TKO（タオル投入）           | UFC 40: Vendetta 【UFC世界ライトヘビー級タイトルマッチ】                        | 2002年11月22日 |
| ×    | ドン・フライ                     | 3R（10分/5分/5分）終了 判定1-2       | PRIDE.19                                                                        | 2002年2月24日  |
| ○    | サム・アドキンス                 | 1R 1:26 チキンウィングアームロック   | WMMAA 1: MegaFights 【WMMAAヘビー級王座決定戦】                                 | 2001年8月10日  |
| ×    | 藤田和之                         | 1R 6:46 TKO（タオル投入）            | PRIDE.10                                                                        | 2000年8月27日  |
| ○    | アレクサンダー大塚               | 1R 9:43 TKO（左フック→パウンド）     | PRIDE GRANDPRIX 2000 決勝戦                                                     | 2000年5月21日  |
| ○    | ブライアン・ジョンストン         | 1R 5:48 前腕チョーク                 | Ultimate Ultimate 1996 【1回戦】                                                | 1996年12月7日  |
| ×    | ダン・スバーン                   | 30分1R終了 判定1-2                   | UFC 9: Motor City Madness 【UFCスーパーファイト選手権試合】                     | 1996年5月17日  |
| ○    | キモ                             | 1R 4:24 膝十字固め                   | UFC 8: David vs. Goliath 【UFCスーパーファイト選手権試合】                      | 1996年2月16日  |
| ○    | 高橋義生                         | 20分終了 判定                        | PANCRASE TOUR 1996 TRUTH                                                        | 1996年1月28日  |
| ○    | 稲垣克臣                         | 3:19 肩固め                          | パンクラス 1995 EYES OF BEAST                                                   | 1995年12月14日 |
| △    | オレッグ・タクタロフ             | 30分+延長3分終了 時間切れ            | UFC 7: The Brawl in Buffalo 【UFCスーパーファイト選手権試合】                   | 1995年9月8日   |
| ○    | ラリー・パパドポロス             | 2:18 アキレス腱固め                  | パンクラス 1995 EYES OF BEAST                                                   | 1995年7月22日  |
| ○    | ダン・スバーン                   | 1R 2:14 フロントチョーク             | UFC 6: Clash of the Titans 【UFCスーパーファイト王座決定戦】                    | 1995年7月14日  |
| ×    | 鈴木みのる                       | 2:14 膝十字固め                      | パンクラス 1995 EYES OF BEAST 【キング・オブ・パンクラス タイトルマッチ】       | 1995年5月13日  |
| △    | ホイス・グレイシー               | 30分+延長6分終了 時間切れ            | UFC 5: Return of the Beast 【UFCスーパーファイト王座決定戦】                    | 1995年4月7日   |
| ○    | バス・ルッテン                   | 1:01 膝十字固め                      | パンクラス 1995 EYES OF BEAST 【キング・オブ・パンクラス タイトルマッチ】       | 1995年3月10日  |
| ○    | リオン・ダイク                   | 4:45 ヒールホールド                  | パンクラス 1995 EYES OF BEAST                                                   | 1995年1月26日  |
| ○    | 山田学                           | 30分終了 判定3-0                     | パンクラス 1994 ROAD TO THE CHAMPIONSHIP 【KING OF PANCRASE TOURNAMENT 決勝】   | 1994年12月17日 |
| ○    | 船木誠勝                         | 5:50 肩固め                          | パンクラス 1994 ROAD TO THE CHAMPIONSHIP 【KING OF PANCRASE TOURNAMENT 準決勝】 | 1994年12月17日 |
| ○    | モーリス・スミス                 | 4:23 チョークスリーパー              | パンクラス 1994 ROAD TO THE CHAMPIONSHIP 【KING OF PANCRASE TOURNAMENT 2回戦】  | 1994年12月16日 |
| ○    | アレックス・クック               | 1:31 ヒールホールド                  | パンクラス 1994 ROAD TO THE CHAMPIONSHIP 【KING OF PANCRASE TOURNAMENT 1回戦】  | 1994年12月16日 |
| ○    | 冨宅祐輔                         | 3:13 チョークスリーパー              | パンクラス 1994 ROAD TO THE CHAMPIONSHIP                                        | 1994年10月15日 |
| ○    | フェリックス・ミッチェル         | 4:34 チョークスリーパー              | UFC 3: The American Dream 【準決勝】                                            | 1994年9月9日   |
| ○    | クリストフ・レニンガー           | 4:49 ギブアップ（パウンド）          | UFC 3: The American Dream 【1回戦】                                             | 1994年9月9日   |
| ×    | 船木誠勝                         | 2:30 チョークスリーパー              | パンクラス 1994 ROAD TO THE CHAMPIONSHIP                                        | 1994年9月1日   |
| ○    | バス・ルッテン                   | 16:42 チョークスリーパー             | パンクラス 1994 ROAD TO THE CHAMPIONSHIP                                        | 1994年7月26日  |
| ○    | マット・ヒューム                 | 5:50 チキンウイングアームロック      | パンクラス 1994 ROAD TO THE CHAMPIONSHIP                                        | 1994年7月6日   |
| ○    | 柳澤龍志                         | 7:30 ヒールホールド                  | パンクラス 1994 PANCRASH!                                                       | 1994年4月21日  |
| ×    | 鈴木みのる                       | 7:37 膝十字固め                      | パンクラス 1994 PANCRASH!                                                       | 1994年1月19日  |
| ○    | アンドレ・フォン・デ・ウットラー | 1:04 アキレス腱固め                  | パンクラス 1993 YES, WE ARE HYBRID WRESTLERS                                    | 1993年12月8日  |
| ×    | ホイス・グレイシー               | 0:57 チョークスリーパー              | UFC 1: The Beginning 【準決勝】                                                 | 1993年11月12日 |
| ○    | パトリック・スミス               | 1:49 ヒールホールド                  | UFC 1: The Beginning 【1回戦】                                                  | 1993年11月12日 |
| ○    | 冨宅祐輔                         | 0:44 チョークスリーパー              | パンクラス 1993 YES, WE ARE HYBRID WRESTLERS                                    | 1993年11月8日  |
| ○    | 高橋義生                         | 12:23 ヒールホールド                 | パンクラス 1993 YES, WE ARE HYBRID WRESTLERS                                    | 1993年10月14日 |
| ○    | 船木誠勝                         | 6:15 肩固め                          | パンクラス 1993 YES, WE ARE HYBRID WRESTLERS                                    | 1993年9月21日  |

### キックボクシング
| 勝敗 | 対戦相手                       | 試合結果                 | 大会名                                   | 開催年月日    |
| ×    | フランク・"アニマル"・ロブマン | 2R 2:25 KO（ローキック） | パンクラス 1994 ROAD TO THE CHAMPIONSHIP | 1994年5月31日 |

## 獲得タイトル

### 総合格闘技
- 初代無差別級キング・オブ・パンクラス王座（1994年）
- 初代UFCスーパーファイト王座（1995年）
- 初代WMMAAヘビー級王座（2001年）

### プロレス
- NWA世界ヘビー級王座
- WWFインターコンチネンタル王座
- WWF世界タッグ王座（w / ビッグ・ボスマン）

## 表彰
- プロレスリング・イラストレーテッド モスト・インプローブ・レスラー・オブ・ザ・イヤー（1997年）
- UFC殿堂（2003年）
- SHERDOG殿堂（2014年）
- インパクト殿堂（2020年）

## 得意技

### フィニッシュ・ホールド
アンクルホールド
スタンディング式、グランド式の2種類を使用。

### 投げ技
ジャーマンスープレックス
ベリー・トゥー・バック・スープレックス
抱え上げ式バックドロップを使用。
フロントスープレックス
スナップ・スープレックス
スーパープレックス

### 打撃技
エルボー
バックエルボー
ナックルパンチ
パウンド
ニーキック
通常のニーキック、グランド式などバリエーション豊富。

### 関節技、絞め技
スリーパーホールド
通常のスリーパーホールド、胴締めの2種類を使用。
肩固め
アームバー
ニーバー
アキレス腱固め
ヒールホールド